# Manerba del Garda
Manerba del Garda is een gemeente in de Italiaanse provincie Brescia (regio Lombardije) en telt 4242 inwoners (31-12-2004). De oppervlakte bedraagt 29,0 km², de bevolkingsdichtheid is 134 inwoners per km².

## Demografie
- Manerba del Garda telt ongeveer 2019 huishoudens. Het aantal inwoners steeg in de periode 1991-2001 met 35,3% volgens cijfers uit de tienjaarlijkse volkstellingen van ISTAT.
- Manerba del Garda heeft een overeenkomst gesloten in augustus 2010 met de Gemeente Meeuwen-Gruitrode in België als Zustergemeente (Jumelage)
- Manerba del Garda bestaat uit de volgende deelgemeenten: Solarolo, Montinelle, Balbiana, Gardoncino, Dusano, Pisense, Crociale, Pieve Vecchia, Campagnolo, Trevisago, San Sevino.

| Jaar | Inwoneraantal |
| ---- | ------------- |
| 1991 | 2780          |
| 2001 | 3761          |

## Geografie
Manerba del Garda grenst aan de volgende gemeenten: Moniga del Garda, Polpenazze del Garda, Puegnago sul Garda, San Felice del Benaco, Soiano del Lago.

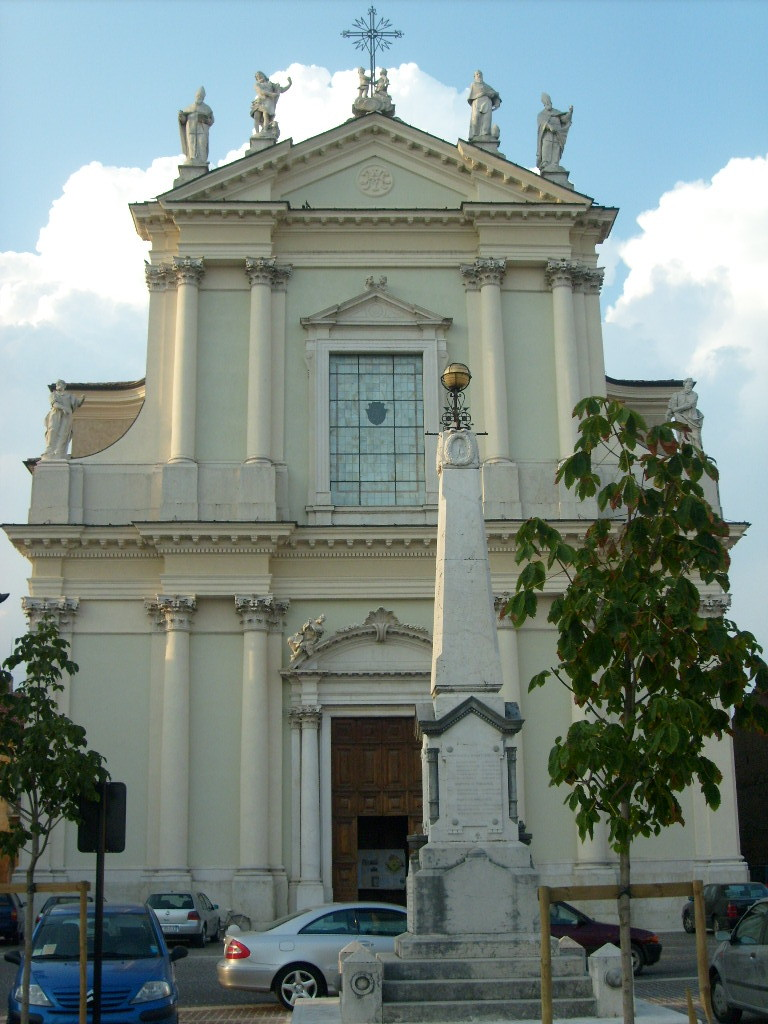
Centrale Kerk in Manerba del Garda

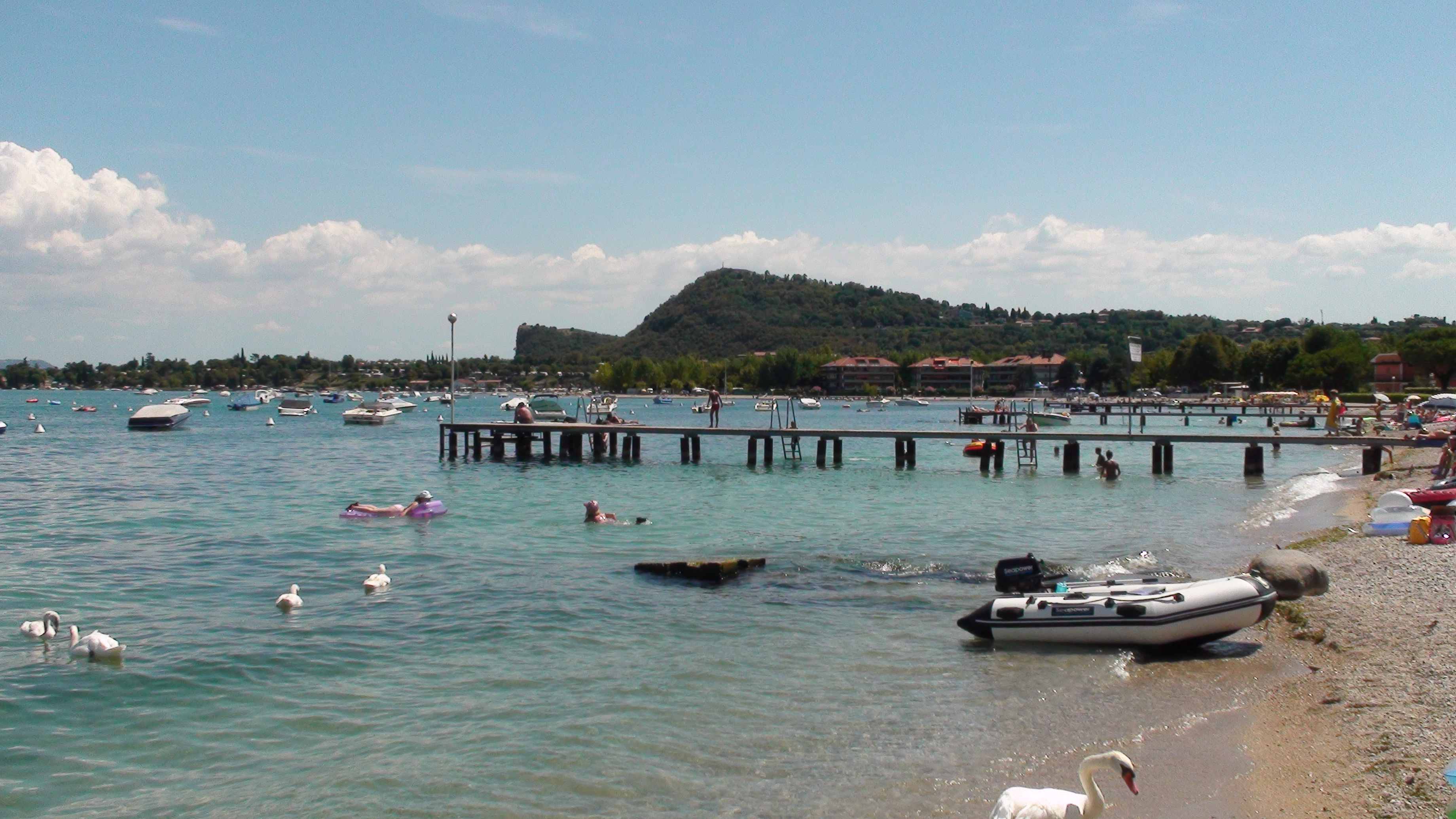
la Rocca op de achtergrond

## Bezienswaardigheden
Bekendste bezienswaardigheid in het plaatsje is de Rocca di Manerba, een 217 meter hoge rots.
Van de burcht boven op de rots zijn nog maar enkele resten over. Hij is in ca. 1570 totaal verwoest omdat een beruchte roversbende, hem als hoofdkwartier en uitvalsbasis voor zijn rooftochten gebruikte.
Een wandeling naar de top is vooral de moeite waard vanwege het mooie uitzicht op het Gardameer, de baai, het haventje van Torchio en de eilanden Isola di Garda en Isola di Conigli.
Op weg naar de top van de Rocca passeert u ook het museum waar een uitgebreide verzameling van gebruiksvoorwerpen uit het verleden te zien zijn die daar ter plaatse gevonden zijn en een uitgebreide uitleg van huidige stand van zaken voor wat betreft de Rocca en het er onder liggende natuurpark. Tevens zijn er enkele schaalmodellen van het oude kasteel en het natuurpark te bezichtigen.
In het natuurpark is een grote hoeveelheid wandelpaden te gebruiken die u een goed beeld geven van de flora en fauna van dit gebied en waar vooral de grote hoeveelheid aan wilde orchideeën een lust voor het oog zijn. Het uitzicht vanaf de meerzijde waar u gemiddeld ca. 60 tot 100 meter boven het waterniveau bent is onvergetelijk.